# Talea (Prahova)
Talea è un comune della Romania di 1 152 abitanti, ubicato nel distretto di Prahova, nella regione storica della Muntenia.
Il comune, posto sulla riva destra del fiume Prahova, è formato dall'unione di due villaggi: Plaiu e Talea.